# GAUSSIAN
GAUSSIAN – program komputerowy służący do obliczeń kwantowo-chemicznych. Został napisany przez zespół prowadzony przez noblistę Johna Pople’a w 1970 roku. Pople pracował wtedy na Carnegie Mellon University. Program został skomercjalizowany na początku lat 80. i wydany przez Gaussian, Inc.

## Historia rozwoju
Program przez cały czas jest rozwijany przede wszystkim w wersji na platformy Uniksowe (od pewnego czasu także dla systemu Linux), ze względu na ich podstawowe znaczenie na rynku systemów operacyjnych dla zastosowań naukowych i inżynierskich (komputery równoległe, w tym klastery obliczeniowe).
Pierwszą popularną wersją dla systemu MS Windows był Gaussian '93W, następną Gaussian 98W. Litera W na końcu nazwy oznacza wersję dla systemu MS Windows. Istnieją wersje programu Gaussian dla systemów operacyjnych OS X (oznaczone literą M na końcu nazwy).

## Cechy programu
Gaussian używa bazy funkcyjnej w postaci funkcji Gaussa (Gaussian type orbitals, GTO), zamiast funkcji Slatera (Slater-type orbitals, STO), co znacząco przyspiesza działanie programu ze względu na znacznie szybsze obliczanie całek wielocentrowych w bazie funkcji Gaussa – pomimo tego, że jest ich znacznie więcej, niż przy zastosowaniu bazy funkcji Slatera.
Program Gaussian charakteryzuje się przetwarzaniem wsadowym plików i nie posiada interfejsu graficznego, który umożliwiałby wizualizację geometrii cząsteczek chemicznych oraz obliczonych własności. Możliwa jest jedynie prosta edycja pliku wsadowego. Aby wizualizować cząsteczki chemiczne oraz ich własności, napisany został – przez producenta, przedsiębiorstwo Gaussian, Inc – program GaussView. Do wizualizacji używane też są programy innych autorów i przedsiębiorstw (program Chem3D i pakiet ChemOffice firmy CambridgeSoft, program HyperChem 8.0 firmy HyperCube, program ArgusLab, program Molekel, itp).